# Towarzystwo Muzealne Łemkowszczyzna w Sanoku
Towarzystwo Muzealne Łemkowszczyzna w Sanoku, wzgl. Muzeum Łemkiwszczyna (ukr. „Лемківщина” Музеине товариство в Сяноці – transkr. „Łemkiwszczyna” Muzeyne towarystwo w Sianoci, pol. „Łemkiwszczyna” Muzealne Towarzystwo w Sanoku) – łemkowsko-ukraińska organizacja społeczno-kulturalna powstała z inicjatywy samborskich społeczników dr Turkewycza oraz prof. Filipczaka w Sanoku 27 lutego 1931.
Pod patronatem Towarzystwa do 1944 działało w Sanoku regionalne muzeum łemkowskie o tej samej nazwie. Muzeum było stowarzyszone ze Zrzeszeniem Ukraińskich Muzeów Regionalnych oraz podlegało pod Zarząd Związków Muzeów w Polsce do 1939.
Struktura oraz zakres działalności Towarzystwa wzorowane były na podobnej organizacji działającej wcześniej w Samborze pod nazwą Towarzystwo Bojkowszczyzna.

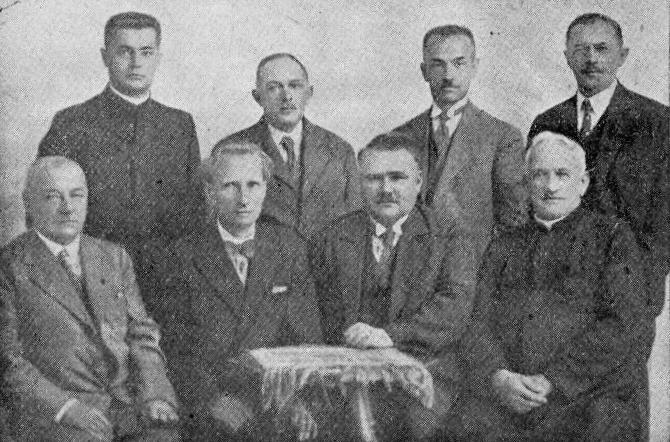
Działacze Towarzystwa Muzealnego Łemkowszczyzna w Sanoku. Siedzą od lewej: Bolesław Szulakewycz, Leon Getz, Franc Kokowski, Omelan Konstantynowycz. Stoją od lewej: Stepan Wenhrynowycz, Wołodymyr Czajkiwski, Wasyl Bławacki, Iwan Flunt

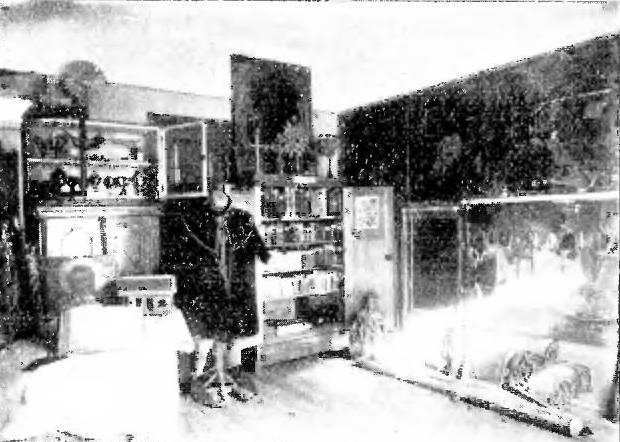
Muzeum

## Władze statutowe
W skład pierwszego zarządu Towarzystwa weszli jego założyciele: Bolesław Szulakewycz (Болеслав Шулякевич, Bolesław Szulakiewicz sędzia), Leon Getz (malarz – przewodniczący i dyrektor muzeum) dr Franc Kokowski (1885–1940, ukr. Франц Коковський, ps. „Франц Михайлів, Богдан Левченко”, sędzia, dziennikarz gazety „Наш Лемко”), Omelan Konstantynowycz (proboszcz greckokatolicki, zastępca przewodniczącego), Stepan Wenhrynowycz (ksiądz greckokatolicki, katecheta, sekretarz Towarzystwa), Wołodymyr Czajkiwski (Włodzimierz Czajkowski, nauczyciel gimnazjalny, bibliotekarz), dr Wasyl Bławacki (prawnik, od 1939 członek nazistowskiego zarządu miasta Sanoka), Iwan Flunt (także Fliwat, nauczyciel, archiwista i skarbnik Towarzystwa). W 1934 Towarzystwem kierował lekarz dr Wołodymyr Karanowycz (wówczas Ukraińcy w Sanoku przystąpili do budowy domu ludowego).
Od 5 maja 1936 w skład zarządu Towarzystwa wchodzili:
- Leon Getz, artysta malarz, dyrektor muzeum Łemkowszczyzna (1931–1944), przewodniczący Towarzystwa
- Stepan Wenhrynowycz (ukr. Степан Βенгринович), ks. greckokatolicki, zastępca przewodniczącego, od 1943 kapelan 14 Dywizji Grenadierów SS
- Leon Bakutowycz, sekretarz, prawnik
- Iwan Flunt, kasjer
- Włodzimierz Klisz, bibliotekarz
- Mirosław Bażalik, administrator
- Włodzimierz Browar, wydziałowy, student

W dniach od 31 maja do 1 czerwca 1936 w siedzibie Towarzystwa w Sanoku przy ul. Zamkowej 8 odbył się zjazd delegatów Ukraińskich Muzeów Regionalnych.

## Działalność
Początkowo muzeum mieściło się na parterze plebanii cerkwi greckokatolickiej w Sanoku, dzięki uprzejmości członka towarzystwa ks. Omelana (Emiliana) Kostantynowycza. Z Towarzystwem muzealnym współpracowali w tym czasie m.in. miejscowi księża greckokatoliccy; Mykoła Hentycz proboszcz Zagórza, gorlicki dziekan Julian Pleszkewycz, ks. Iwan Hajdukewycz z Dobrej Szlacheckiej, ks. Stepan Menczinśkyj proboszcz z Nowosielec, ks. Teodor Lewićkyj proboszcz z Radoszyc, ks. Ilja Perwenec proboszcz z Tarnawy oraz ks. Mykoła Krawczik z Odrzechowej, którzy również przekazywali bezpłatnie na rzecz muzeum różne eksponaty.
Według stanu z połowy 1936 sanocka „Łemkiwszczyna” było jednym z ośmiu ukraińskich muzeów działających w Polsce; pozostałe istniały wówczas w Samborze („Bojkowszczyzna”), Przemyślu („Strywigor”), Kołomyi („Huculszczyzna”), Stryju („Werchowyna”), Rawie Ruskiej i w Brzeżanach.
W okresie II Rzeczypospolitej do 1939 Muzeum „Łemkiwszczyna” funkcjonowało przy ulicy Zamkowej 1, a jego zbiory podzielono na działy: ikonografia, etnografia i archeologia.
We wrześniu 1939 po przejęciu władzy przez hitlerowców oraz organizacje ukraińskich nacjonalistów muzeum zostało przeniesione do zamku sanockiego w miejsce zlikwidowanego przez ukraińskich nacjonalistów polskiego Muzeum Ziemi Sanockiej. Od października 1939–1944 muzeum podlegało pod Kreisschulamt – wydział oświatowy kierowany przez Willy’ego Hubera. W 1940 zmieniło swoją nazwę na Ukraińskie Muzeum „Łemkiwszczyna” w Sanoku. Dyrektorem muzeum pozostał nadal Leon Getz. Sekcją archeologiczną kierowała etnograf Iryna Dobrianska, która prowadziła również badania archeologiczne w Bachórzu. W ciągu kilkunastu lat nieprzerwanej działalności społeczne muzeum Łemkowszczyzna zgromadziło w swoich zbiorach kilka tysięcy pozycji muzealnych w tym; woluminy z XVII i XVIII wieku, obrazy, zabytki sztuki militarnej oraz przedmioty pozyskane w trakcie badań archeologicznych.
Muzeum, jak i Towarzystwo zostało zlikwidowane po 1944. Ocalałe po wojnie eksponaty trafiły do powołanego w 1945 Muzeum Historycznego w Sanoku.

## Publikacje
- „The Lemkos of Poland” – Articles and Essays, wydawca Paul Best i Jarosław Moklak